# 400 metri piani
I 400 metri piani sono una specialità sia maschile che femminile dell'atletica leggera che si corre su pista; sono considerati una gara di velocità prolungata e fanno parte del programma olimpico sin dalla prima edizione dei Giochi olimpici del 1896 (dal 1964 per quanto riguarda le donne).
Gli attuali campioni olimpici in carica sono lo statunitense Quincy Hall e la dominicana Marileidy Paulino, mentre i detentori del titolo mondiale sono il giamaicano Antonio Watson e la stessa Paulino.

## Caratteristiche
Ogni atleta ha una corsia da dove non può uscire per tutta la durata della gara (pari ad un giro di pista). La partenza avviene tramite appositi blocchi di partenza, nei quali gli atleti si posizionano per poter avere una migliore accelerazione negli istanti successivi allo start.
In partenza i corridori non sono allineati, quelli che corrono nelle corsie più interne infatti, per fare in modo che la distanza percorsa sia uguale per tutti, partono apparentemente più indietro rispetto agli altri, per compensare il minor raggio di curvatura della loro corsia.
Le gare dei 400 m piani si svolgono anche al coperto dove la pista è lunga 200 metri; pertanto vi si completano due giri, il primo in corsia ed il secondo prendendo la corsia più interna.

## Record

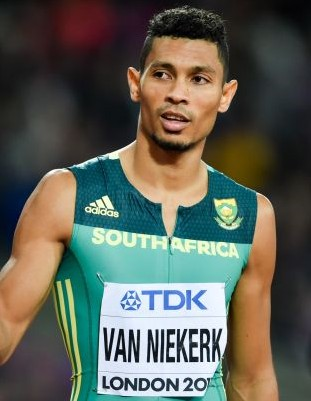
Wayde van Niekerk, detentore del record mondiale maschile della specialità

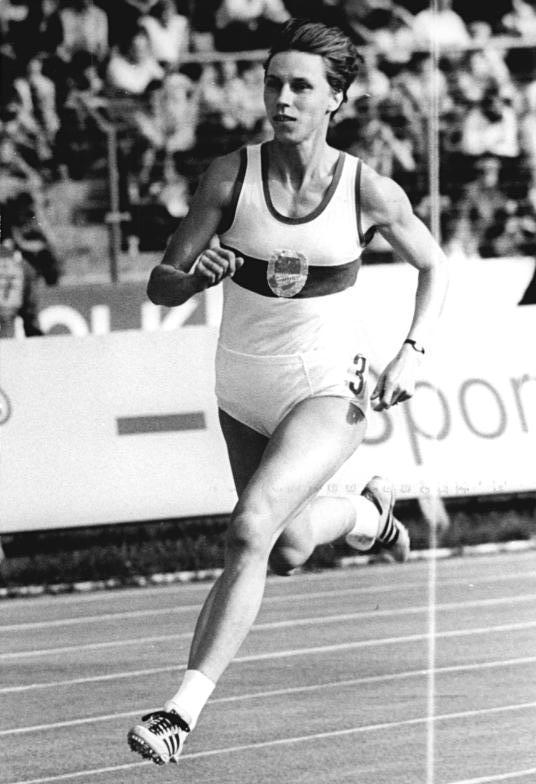
Marita Koch, primatista mondiale femminile

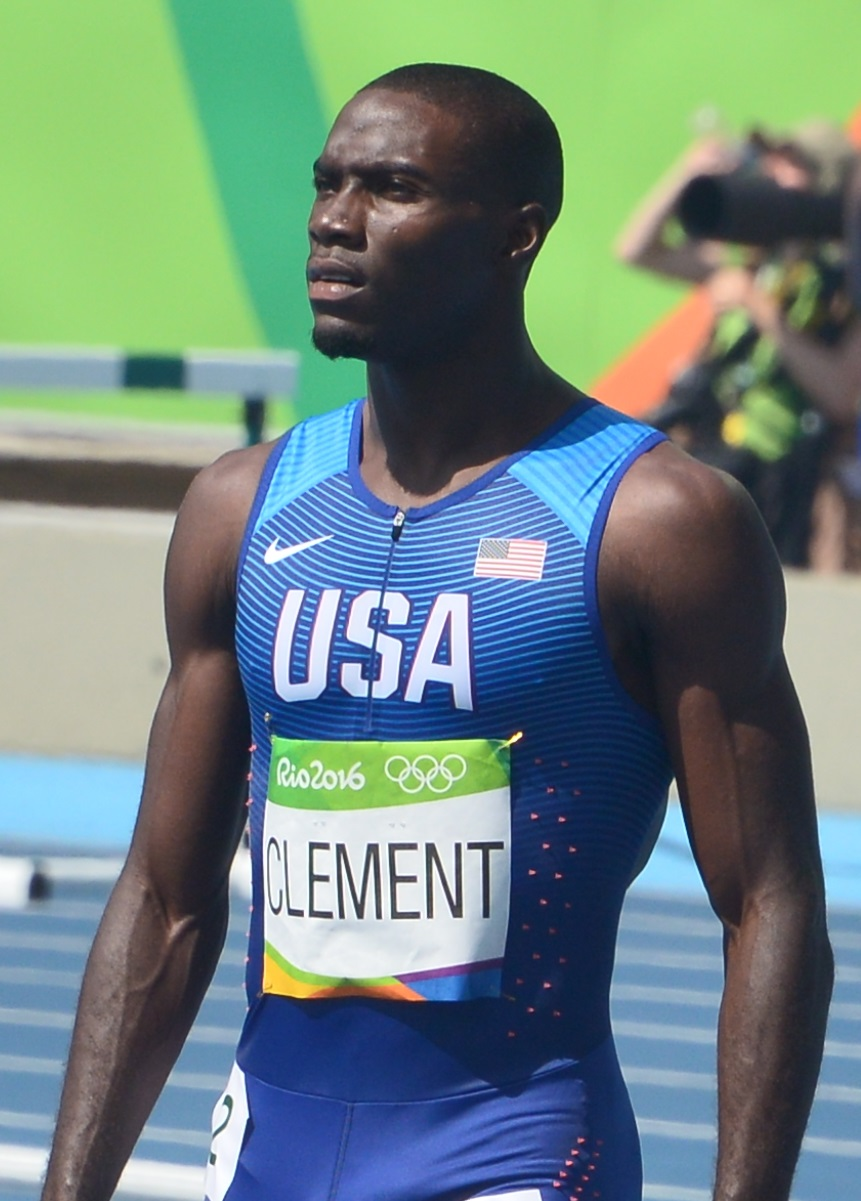
Kerron Clement, detentore del record mondiale indoor

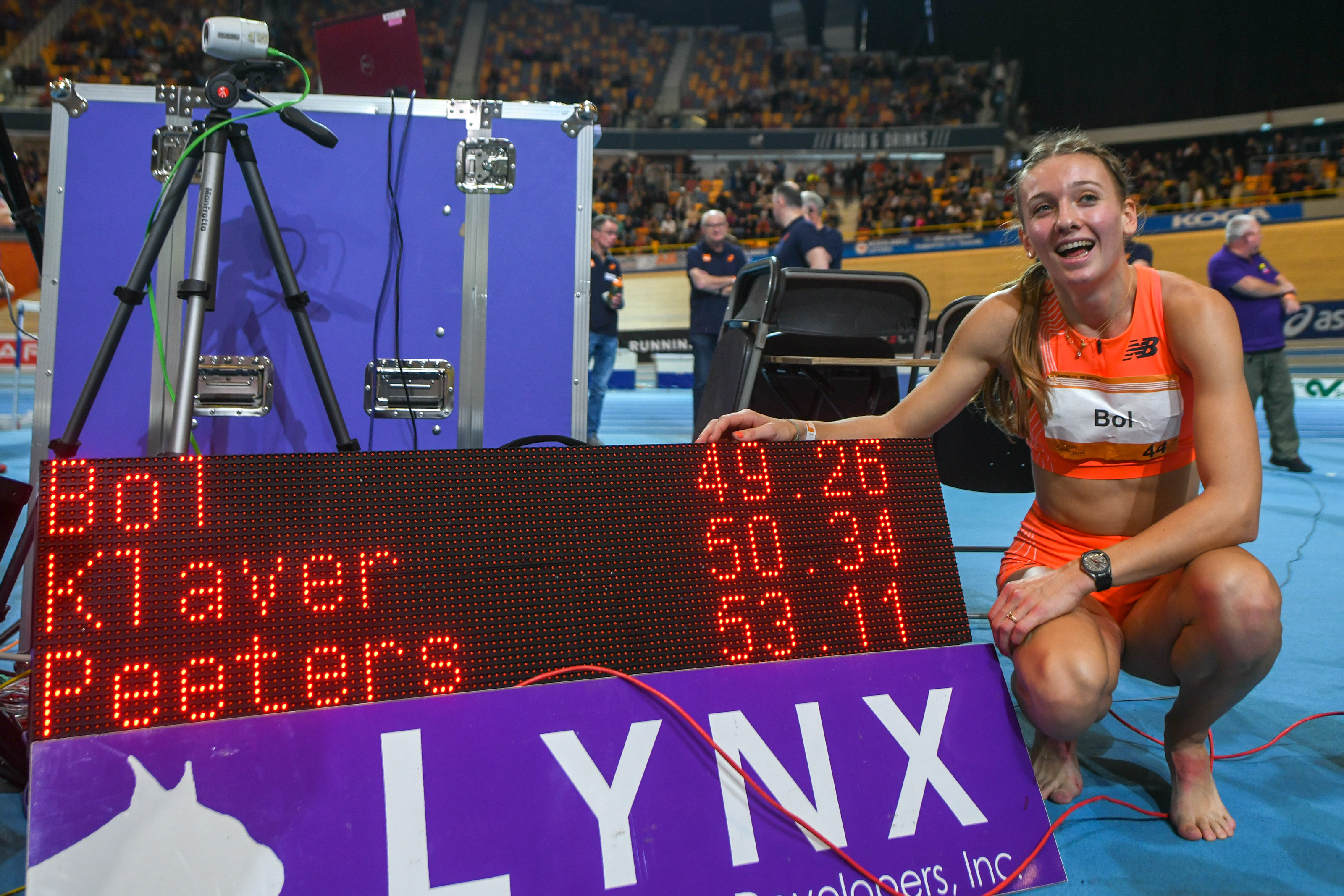
Femke Bol detentrice record mondiale indoor

Il record mondiale maschile appartiene al sudafricano Wayde van Niekerk che ha percorso la distanza in 43"03 a Rio de Janeiro il 14 agosto 2016, in occasione dei Giochi olimpici. Il record femminile spetta invece alla tedesca orientale Marita Koch che ha percorso i 400 m in 47"60 a Canberra il 6 ottobre 1985 durante la Coppa del mondo.
A livello indoor il record mondiale maschile è detenuto con 44"57 dallo statunitense Kerron Clement che ha stabilito il primato nel 2005, mentre il record mondiale femminile indoor è detenuto dall'olandese Femke Bol che ai campionati nazionali del 2023 ha battuto il record della cecoslovacca Jarmila Kratochvílová, che perdurava dal 1982 di 49''59, percorrendo la distanza in 49''26.

### Maschili
Statistiche aggiornate al 19 agosto 2024.
|                             | Tempo | Atleta               | Luogo          | Data              |
| --------------------------- | ----- | -------------------- | -------------- | ----------------- |
| Record mondiale             | 43"03 | Wayde van Niekerk    | Rio de Janeiro | 14 agosto 2016    |
| Record olimpico             | 43"03 | Wayde van Niekerk    | Rio de Janeiro | 14 agosto 2016    |
| Record africano             | 43"03 | Wayde van Niekerk    | Rio de Janeiro | 14 agosto 2016    |
| Record asiatico             | 43"93 | Yousef Masrahi       | Pechino        | 23 agosto 2015    |
| Record europeo              | 43"44 | Matthew Hudson-Smith | Parigi         | 7 agosto 2024     |
| Record nord-centroamericano | 43"18 | Michael Johnson      | Siviglia       | 26 agosto 1999    |
| Record oceaniano            | 44"38 | Darren Clark         | Seul           | 26 settembre 1988 |
| Record sudamericano         | 43"93 | Anthony Zambrano     | Tokyo          | 2 agosto 2021     |
| Record nazionale            | 44"75 | Luca Sito            | Roma           | 9 giugno 2024     |

### Femminili
Statistiche aggiornate al 14 settembre 2024.
|                             | Tempo | Atleta            | Luogo      | Data           |
| --------------------------- | ----- | ----------------- | ---------- | -------------- |
| Record mondiale             | 47"60 | Marita Koch       | Canberra   | 6 ottobre 1985 |
| Record olimpico             | 48"17 | Marileidy Paulino | Parigi     | 9 agosto 2024  |
| Record africano             | 49"10 | Falilat Ogunkoya  | Atlanta    | 29 luglio 1996 |
| Record asiatico             | 48"14 | Salwa Eid Naser   | Doha       | 3 ottobre 2019 |
| Record europeo              | 47"60 | Marita Koch       | Canberra   | 6 ottobre 1985 |
| Record nord-centroamericano | 48"17 | Marileidy Paulino | Parigi     | 9 agosto 2024  |
| Record oceaniano            | 48"63 | Cathy Freeman     | Atlanta    | 29 luglio 1996 |
| Record sudamericano         | 49"64 | Ximena Restrepo   | Barcellona | 5 agosto 1992  |
| Record nazionale            | 50"30 | Libania Grenot    | Pescara    | 2 luglio 2009  |

### Maschili indoor
Statistiche aggiornate al 12 febbraio 2025.
|                             | Tempo | Atleta           | Luogo           | Data             |
| --------------------------- | ----- | ---------------- | --------------- | ---------------- |
| Record mondiale             | 44"57 | Kerron Clement   | Fayetteville    | 12 marzo 2005    |
| Record africano             | 45"18 | Eugene Omalla    | Lubbock         | 23 febbraio 2024 |
| Record asiatico             | 45"39 | Abdalelah Haroun | Stoccolma       | 19 febbraio 2015 |
| Record europeo              | 45"05 | Thomas Schönlebe | Sindelfingen    | 5 febbraio 1988  |
| Record europeo              | 45"05 | Karsten Warholm  | Glasgow         | 2 marzo 2019     |
| Record nord-centroamericano | 44"52 | Michael Norman   | College Station | 10 marzo 2018    |
| Record oceaniano            | 45"44 | Steven Solomon   | Clemson         | 23 febbraio 2018 |
| Record sudamericano         | 46"07 | Jhon Perlaza     | Birmingham      | 9 marzo 2019     |
| Record nazionale            | 45"99 | Ashraf Saber     | Valencia        | 1 marzo 1998     |

### Femminili indoor
Statistiche aggiornate al 2 marzo 2024.
|                             | Tempo | Atleta         | Luogo       | Data             |
| --------------------------- | ----- | -------------- | ----------- | ---------------- |
| Record mondiale             | 49"17 | Femke Bol      | Glasgow     | 2 marzo 2024     |
| Record africano             | 50"73 | Charity Opara  | Stoccarda   | 1º febbraio 1998 |
| Record asiatico             | 51"45 | Kemi Adekoya   | Portland    | 19 marzo 2016    |
| Record europeo              | 49"26 | Femke Bol      | Apeldoorn   | 19 febbraio 2023 |
| Record nord-centroamericano | 49"48 | Britton Wilson | Albuquerque | 11 marzo 2023    |
| Record oceaniano            | 52"17 | Maree Holland  | Budapest    | 4 marzo 1989     |
| Record sudamericano         | 51"57 | Aliyah Abrams  | Belgrado    | 18 marzo 2022    |
| Record nazionale            | 51"75 | Alice Mangione | Karlsruhe   | 7 febbraio 2025  |

Legenda:
: record mondiale
: record olimpico
: record africano
: record asiatico
: record europeo
: record nord-centroamericano e caraibico
: record oceaniano
: record sudamericano
: record italiano

## Migliori atleti

### Maschili outdoor
Statistiche aggiornate al 19 agosto 2024.
|     | Tempo | Atleta               | Luogo          | Data           |
| --- | ----- | -------------------- | -------------- | -------------- |
| 1.  | 43"03 | Wayde van Niekerk    | Rio de Janeiro | 14 agosto 2016 |
| 2.  | 43"18 | Michael Johnson      | Siviglia       | 26 agosto 1999 |
| 3.  | 43"29 | Butch Reynolds       | Zurigo         | 17 agosto 1988 |
| 4.  | 43"40 | Quincy Hall          | Parigi         | 7 agosto 2024  |
| 5.  | 43"44 | Matthew Hudson-Smith | Parigi         | 7 agosto 2024  |
| 6.  | 43"45 | Jeremy Wariner       | Osaka          | 31 agosto 2007 |
| 6.  | 43"45 | Michael Norman       | Torrance       | 20 aprile 2019 |
| 8.  | 43"48 | Steven Gardiner      | Doha           | 4 ottobre 2019 |
| 9.  | 43"50 | Quincy Watts         | Barcellona     | 5 agosto 1992  |
| 10. | 43"64 | Fred Kerley          | Des Moines     | 27 luglio 2019 |

### Femminili outdoor
Statistiche aggiornate al 24 settembre 2024.
|     | Tempo | Atleta                | Luogo    | Data           |
| --- | ----- | --------------------- | -------- | -------------- |
| 1.  | 47"60 | Marita Koch           | Canberra | 6 ottobre 1985 |
| 2.  | 47"99 | Jarmila Kratochvílová | Helsinki | 10 agosto 1983 |
| 3.  | 48"14 | Salwa Eid Naser       | Doha     | 3 ottobre 2019 |
| 4.  | 48"17 | Marileidy Paulino     | Parigi   | 9 agosto 2024  |
| 5.  | 48"25 | Marie-José Pérec      | Atlanta  | 29 luglio 1996 |
| 6.  | 48"27 | Ol'ga Bryzgina        | Canberra | 6 ottobre 1985 |
| 7.  | 48"36 | Shaunae Miller-Uibo   | Tokyo    | 6 agosto 2021  |
| 8.  | 48"57 | Nickisha Pryce        | Londra   | 20 luglio 2024 |
| 9.  | 48"59 | Taťána Kocembová      | Helsinki | 10 agosto 1983 |
| 10. | 48"63 | Cathy Freeman         | Atlanta  | 29 luglio 1996 |

### Maschili indoor
Statistiche aggiornate al 25 febbraio 2023.
|     | Tempo | Atleta           | Luogo           | Data             |
| --- | ----- | ---------------- | --------------- | ---------------- |
| 1.  | 44"52 | Michael Norman   | College Station | 10 marzo 2018    |
| 2.  | 44"57 | Kerron Clement   | Fayetteville    | 12 marzo 2005    |
| 3.  | 44"62 | Randolph Ross    | Birmingham      | 12 marzo 2022    |
| 4.  | 44"63 | Michael Johnson  | Atlanta         | 4 marzo 1995     |
| 5.  | 44"71 | Noah Williams    | Fayetteville    | 13 marzo 2021    |
| 6.  | 44"75 | Elija Godwin     | Fayetteville    | 25 febbraio 2023 |
| 7.  | 44"80 | Kirani James     | Fayetteville    | 27 febbraio 2011 |
| 8.  | 44"82 | Tyrell Richard   | Birmingham      | 9 marzo 2019     |
| 9.  | 44"85 | Fred Kerley      | College Station | 11 marzo 2017    |
| 10. | 44"86 | Akeem Bloomfield | College Station | 10 marzo 2018    |

### Femminili indoor
Statistiche aggiornate al 12 marzo 2023.
|    | Tempo | Atleta                | Luogo        | Data             |
| -- | ----- | --------------------- | ------------ | ---------------- |
| 1. | 49"26 | Femke Bol             | Apeldoorn    | 19 febbraio 2023 |
| 2. | 49"48 | Britton Wilson        | Albuquerque  | 11 marzo 2023    |
| 3. | 49"59 | Jarmila Kratochvílová | Milano       | 7 marzo 1982     |
| 4. | 49"68 | Natal'ja Nazarova     | Mosca        | 18 febbraio 2004 |
| 5. | 49"76 | Taťána Kocembová      | Vienna       | 2 febbraio 1984  |
| 6. | 50"01 | Sabine Busch          | Vienna       | 2 febbraio 1984  |
| 7. | 50"02 | Nicola Sanders        | Birmingham   | 3 marzo 2007     |
| 8. | 50"04 | Olesja Krasnomovec    | Mosca        | 18 febbraio 2006 |
| 9. | 50"15 | Ol'ga Zajceva         | Mosca        | 25 gennaio 2006  |
| 9. | 50"15 | Talitha Diggs         | Fayetteville | 25 febbraio 2023 |

## Migliori prestazioni

### Maschili outdoor
Statistiche aggiornate al 24 settembre 2024.
|     | Tempo | Atleta               | Luogo          | Data           |
| --- | ----- | -------------------- | -------------- | -------------- |
| 1.  | 43"03 | Wayde van Niekerk    | Rio de Janeiro | 14 agosto 2016 |
| 2.  | 43"18 | Michael Johnson      | Siviglia       | 26 agosto 1999 |
| 3.  | 43"29 | Butch Reynolds       | Zurigo         | 17 agosto 1988 |
| 4.  | 43"39 | Michael Johnson      | Göteborg       | 9 agosto 1995  |
| 5.  | 43"40 | Quincy Hall          | Parigi         | 7 agosto 2024  |
| 6.  | 43"44 | Michael Johnson      | Atlanta        | 19 giugno 1996 |
| 6.  | 43"44 | Matthew Hudson-Smith | Parigi         | 7 agosto 2024  |
| 8.  | 43"45 | Jeremy Wariner       | Osaka          | 31 agosto 2007 |
| 8.  | 43"45 | Michael Norman       | Torrance       | 20 aprile 2019 |
| 10. | 43"48 | Wayde van Niekerk    | Pechino        | 26 agosto 2015 |
| 10  | 43"48 | Steven Gardiner      | Doha           | 4 ottobre 2019 |

### Femminili outdoor
Statistiche aggiornate al 24 settembre 2024.
|     | Tempo | Atleta                | Luogo     | Data             |
| --- | ----- | --------------------- | --------- | ---------------- |
| 1.  | 47"60 | Marita Koch           | Canberra  | 6 ottobre 1985   |
| 2.  | 47"99 | Jarmila Kratochvílová | Helsinki  | 10 agosto 1983   |
| 3.  | 48"14 | Salwa Eid Naser       | Doha      | 3 ottobre 2019   |
| 4.  | 48"16 | Marita Koch           | Atene     | 8 settembre 1982 |
| 4.  | 48"16 | Marita Koch           | Praga     | 16 agosto 1984   |
| 6.  | 48"17 | Marileidy Paulino     | Parigi    | 9 agosto 2024    |
| 7.  | 48"22 | Marita Koch           | Stoccarda | 28 agosto 1986   |
| 8.  | 48"25 | Marie-José Pérec      | Atlanta   | 29 luglio 1996   |
| 9.  | 48"26 | Marita Koch           | Dresda    | 27 luglio 1984   |
| 10. | 48"27 | Ol'ha Bryzhina        | Canberra  | 6 ottobre 1985   |